# Asaminami-ku
Asaminami-ku (安佐南区?) è uno degli otto quartieri amministrativi della città di Hiroshima, in Giappone.